# Todenbüttel
Todenbüttel es un municipio situado en el distrito de Rendsburg-Eckernförde, en el estado federado de Schleswig-Holstein (Alemania). Tiene una población estimada, a fines de 2023, de 1014 habitantes.